# Ochyrocera matarredondensis
Espèce
Synonymes
- Fageicera matarredondensis Cuervo & Buitrago, 2017

Ochyrocera matarredondensis est une espèce d'araignées aranéomorphes de la famille des Ochyroceratidae.

## Distribution
Cette espèce est endémique du département de Cundinamarca en Colombie,. Elle se rencontre sur le Páramo de Cruz Verde.

## Description
Le mâle holotype mesure 1,53 mm et la femelle paratype 1,48 mm.

## Systématique et taxinomie
Cette espèce a été décrite sous le protonyme Fageicera matarredondensis par Cuervo et Buitrago en 2017. Elle est placée dans le genre Ochyrocera par Pérez-González et Magalhaes en 2025.

## Étymologie
Son nom d'espèce, composé de matarredond[a] et du suffixe latin -ensis, « qui vit dans, qui habite », lui a été donné en référence au lieu de sa découverte, le parc écologique Matarredonda.

## Publication originale
- Cuervo & Buitrago, 2017 : « Una especie nueva de araña del género Fageicera Dumitrescu & Georgescu, 1992 (Araneae, Ochyroceratidae), de Colombia. » Revista Ibérica de Aracnología, vol. 31, no 2, p. 55-58.